# Rapzonen
Rapzonen er et dansk musikstudie, pladeselskab og musikakademi beliggende i Glumsø. Rapzonen blev etableret i 2019 af musiker og iværksætter Lasse Boye Larsen, og virkede i starten primært som studie og pladeselskab under navnet Lazarus Music Group. Senere udvidede man til coachingforløb for unge musikere, og navnet ændredes til det nuværende Rapzonen. Lazarus Music Group er i dag virksomhedens pladeselskabsnavn. 

## Musikstudie / Pladeselskab
Rapzonen startede som lydstudie i 2019, og har siden haft over 200 artister igennem.  Rap / Hip Hop har udgjort hovedvægten af artisterne, men også indie rock, pop og andre genrer, har været igennem studiet. Adskillige kunstnere er spillet på større radiostationer. Maxi 912 singlen "Rockstjerne" nåede DR P3, mens Citizen Odin singlen "Rainbow Attention" er spillet på udenlandske radiostationer.
Udgivende kunstnere hos Rapzonen inkluderer:
- 912 Maxi
- Ung Sofus
- Teen Machine
- Prince Falcon
- Citizen Odin
- Viktor Stille
- Åskar
- Norsby
- Mikk A
- Louis Leopold
- K-Young
- Lauri
- $!AT
- Buhl

### Akademi
Siden 2021 har Rapzonen sideløbende fungeret som akademi, hvor unge artister føres frem via coaching, koncerter og indbyrdes sparring. Akademiet har været springbræt for en række artister. Akademiet arrangerer koncerter rundt om i landet, hvor artisterne får mulighed for at prøve sig af på scenen.